# Gli interessi in comune
Gli interessi in comune è un romanzo scritto da Vanni Santoni e pubblicato nel 2008 dalla casa editrice Feltrinelli nella collana “I Narratori” e ripubblicato nel 2019 dalla casa editrice Laterza nella collana "Storie di questo mondo".
“Edonisti, consumatori, conservatori”, il libro si apre con una sorta di antimanifesto, una testimonianza dell'impossibilità, dell'assurdità di raccontarsi, scritto da uno dei protagonisti, Iacopo Gori, e stampato in mille copie con l'intenzione di attaccarlo ovunque, in città. Ne attaccherà solo dieci copie prima di stufarsi: gli altri novecentonovanta volantini rimarranno chiusi in uno scatolone. 
Uno di questi però rimane, ci pensa Vanni Santoni a riportarlo nelle pagine del suo libro.
Sono sei i principali personaggi del romanzo che raccontano le loro avventure dal '95 quando avevano appena 16 anni fino al 2005: Iacopo, il Mella, il Paride, il Malpa, il Dimpe e Sandrone. Intorno a loro i luoghi e la gente della provincia toscana.
Gli interessi in comune richiamati dal titolo del romanzo sono ventitré che corrispondono al numero dei capitoli: 23 tipi di droghe, 23 “viaggi”. 
L'autore, con uno sguardo disincantato, divertito ma anche profondo e senza alcuna forma di giudizio affronta il difficile tema delle droghe ed il disagio della sua generazione. 
Il romanzo, strutturato ad episodi, si distingue in particolare per il linguaggio usato, un italiano nostalgico, lirico, che sa di antico, che non di rado richiama la tradizione medievale toscana e umbra. Premio Selezione Scrittore Toscano dell'Anno 2008 e 
finalista al Premio Zocca Giovani 2009.

Irreperibile dal 2011, Gli interessi in comune con il crescere della fama dell'autore negli anni è divenuto oggetto di culto da parte dei lettori, trovandosi al centro di vicende come raccolte di firme che ne invocavano la ristampa, versioni fotocopiate che circolavano nelle scuole, fino a veri e propri samizdat.

## Edizioni
- Vanni Santoni, Gli interessi in comune, collana I Narratori, Feltrinelli, 2008,  pp. 269, cap. 23, ISBN 978-88-07-01762-9.